# Momoshiki Ōtsutsuki
Momoshiki Otsutsuki (大筒木 モモシキ Ōtsutsuki Momoshiki?) es un personaje ficticio, presentado por primera vez en la película del anime de Pierrot de 2015, Boruto: Naruto the Movie, que fungue como una secuela del manga de Naruto de Masashi Kishimoto. Siendo descendiente de Kaguya Otsutsuki, Momoshiki aparece en la película como el antagonista, que busca plantar un Árbol Divino en el mundo absorbiendo la energía que poseen los ninjas, el chakra, sobre todo uno de los protagonistas, Naruto Uzumaki. Mientras que en la película, Momoshiki es asesinado por las fuerzas combinadas entre Naruto y su hijo, Boruto. Él juega un papel más importante en el recuento de la película, la serie de manga y anime Boruto: Naruto Next Generations; en sus últimos momentos, Momoshiki coloca un sello maldito dentro de Boruto para que reviva gradualmente a través del cuerpo del niño. Es considerado el otsutsuki más poderoso y prodigio superando incluso el poder de Dioses, su potencial y fuerza no tiene límites. 
Momoshiki fue creado y diseñado por Masashi Kishimoto basado en la figura japonesa Minamoto no Yoshitsune. El personal prestó atención al manejo de Momoshiki en la película a lo largo de sus escenas de lucha contra la familia Uzumaki y el ninja vigilante Sasuke Uchiha. Sin embargo, se le dio menos atención en la serie de Mikio Ikemoto, ya que la narrativa se centró más en Boruto y su hermano adoptivo Kawaki. El personaje tiene la voz de Daisuke Namikawa en japonés y Xander Mobus en inglés.
La respuesta crítica a Momoshiki ha sido mixta. Los críticos disfrutaron de las escenas de lucha del personaje, pero sintieron que era un villano débil debido a su falta de rasgos atractivos y a cómo los protagonistas lo eclipsan. Sin embargo, su papel en la secuela obtuvo un gran impacto por desempeñar un papel clave en la narrativa a pesar de su muerte.

## Creación y desarrollo
Momoshiki fue creado por Masashi Kishimoto, quien tuvo su diseño basado en Minamoto no Yoshitsune, nacido Ushiwakamaru, un famoso guerrero y comandante militar durante el período Heian, y maestro del monje guerrero Benkei. Kishimoto identificó las peleas de Naruto junto a Sasuke contra Momoshiki como los aspectos más destacados de la película y pidió que el personal de la película prestara mucha atención a esas secuencias. El exdirector del anime de Boruto: Naruto Next Generations, Hiroyuki Yamashita, dijo que disfruta el estilo de dibujo de Mikio Ikemoto, más realista que el de Kishimoto debido a la atención del primero a los detalles del diseño de los personajes. Señaló que la forma de Ikemoto de ilustrar la nueva apariencia de Momoshiki Otsutsuki después de consumir Kinshiki Otsutsuki lo sorprendió debido a lo diferente que era en comparación con el diseño original de la película de Boruto: Naruto the Movie. La batalla contra Kawaki se mostró, en cambio, en el primer capítulo en lugar de la de Sasuke contra Kinshiki Otsutsuki de la película de Boruto para generar un impacto diferente entre los fanáticos a pesar de compartir la misma historia. El diseño adolescente de Boruto se ilustró por primera vez en poco tiempo.
 

Momoshiki se describe como un ser con complejo de superioridad que cambia su tono a lo largo de la película debido a lo ineficaz que se vuelve su sirviente Kinishiki y se ve obligado a matarlo para obtener un nuevo poder. Chengxi Huang, uno de los animadores clave a cargo de la adaptación televisiva de la pelea entre Naruto, Sasuke y Boruto contra Momoshiki, quería animar adecuadamente. Cuando el manga llega al arco de Vessel, el personaje de Momoshiki se expande aún más a pesar de su muerte, ya que los últimos Otsutsuki se describen como seres que pueden resucitar usando el cuerpo de personas malditas con el poder del Karma. En el caso de Momoshiki, planea usar el cuerpo de Boruto para revivir. Aunque todavía no resucitó por completo, Momoshiki juega un papel clave en la narrativa, ya que sus poderes son lo suficientemente peligrosos como para destruir a Konohagakure y los otros miembros de Kara también forman parte de los enemigos peligrosos para los protagonistas. 

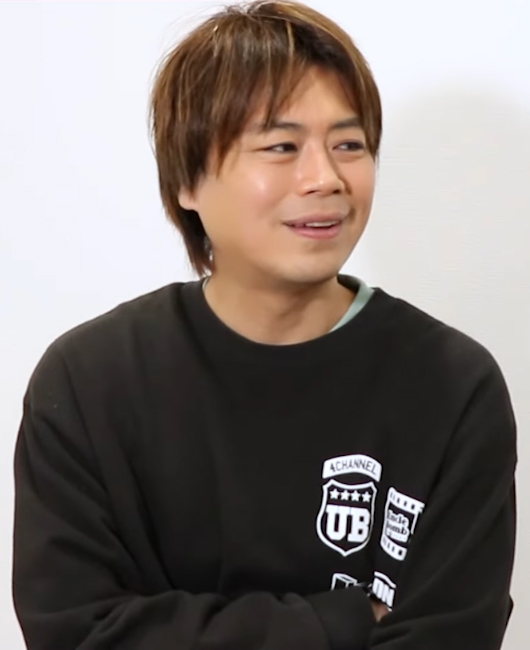
Daisuke Namikawa interpreta la voz de Momoshiki en japonés.

En la versión japonesa, Momoshiki tiene la voz de Daisuke Namikawa. Namikawa reveló que participar en la nueva película de Naruto le dio presión, pero afirmó hacer todo lo posible para cumplir con las expectativas de este trabajo, que tiene fanáticos en todo el mundo. Namikawa explica su papel como un villano que no se puede redimir debido a su gran complejo de dios y ve a los humanos como criaturas inferiores. Además se sintió conmovido por el hecho de que el manga serializado durante unos 15 años era el original y sintió el peso del trabajo. Momoshiki tiene la voz de Xander Mobus en el doblaje en inglés.

## Apariciones
Momoshiki Otsutsuki es uno de los dos antagonistas de Boruto: Naruto the Movie y miembro de la familia principal del clan Ōtsutsuki. Un hombre pálido y andrógino, que es miembro del clan Ōtsutsuki, que fue la razón por la que Kaguya creó el ejército de Zetsu blancos, quien viene a la Tierra para plantar un nuevo Shinju ya que el que usó se está muriendo por usar los recursos de su mundo. Momoshiki posee el Byakugan y Rinnegan, este último ubicado en sus palmas, que usa para absorber y liberar ninjutsu. Apuntando a las bestias con cola por su chakra, atacando a Killer Bee antes, Momoshiki y su compañero Kinshiki llegan a Konohagakure con el objetivo de capturar a Kurama de Naruto. Los dos logran llevar a Naruto a su dimensión después de destruir el estadio de los exámenes Chunin, pero antes de que pudieran terminar el proceso de extracción, la pareja se enfrenta a Boruto, Sasuke y los cuatro Kage. Abrumado, Momoshiki consume una pastilla roja improvisada del cuerpo de Kinshiki, haciéndolo aún más fuerte con otro Rinnegan que aparece en su frente. Sin embargo, finalmente es asesinado por el Rasengan combinado de Naruto y Boruto.